# Liceo imperiale di Carskoe Selo

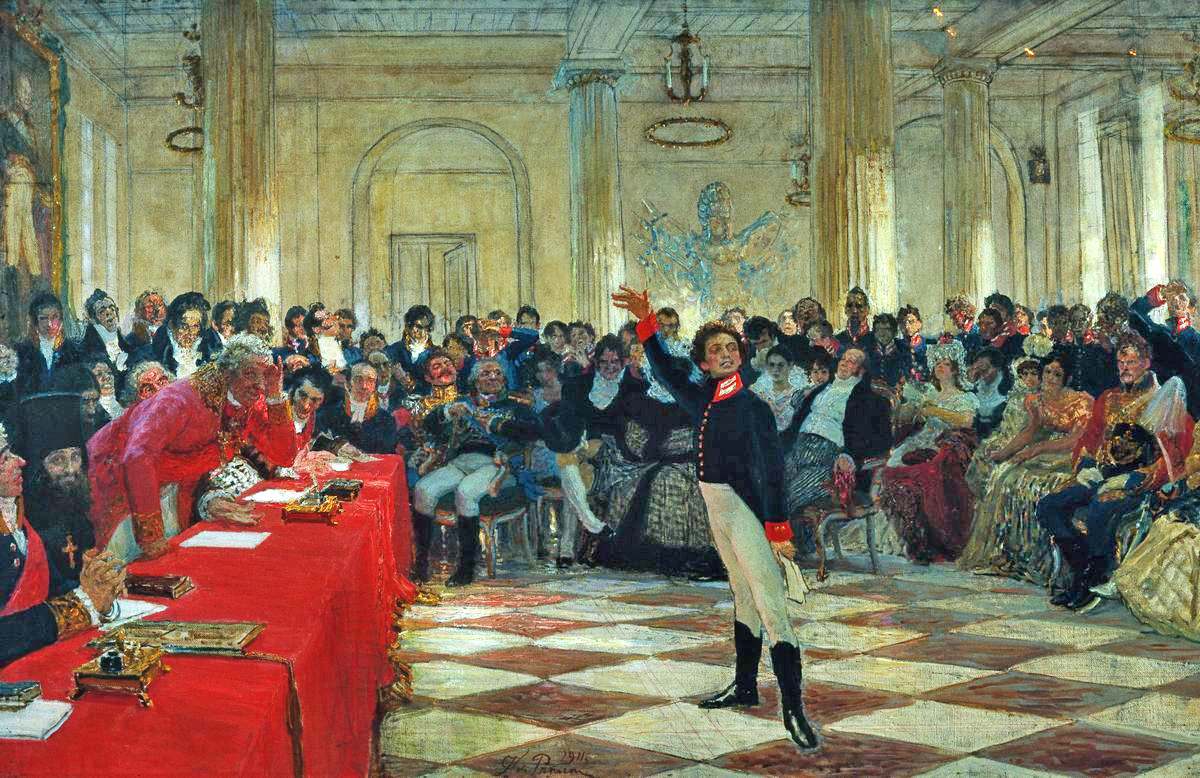
Il quattordicenne Puškin recita il suo poema di fronte al vecchio Deržavin al liceo (dipinto di Il'ja Repin del 1911, in occasione del centenario della scuola).

Il Liceo imperiale di Carskoe Selo (in russo Императорский Царскосельский лице́й?, Imperatorskij Carskosel'skij licej) fu fondato dallo zar Alessandro I con l'obiettivo di educare i giovani delle migliori famiglie, che avrebbero nel futuro occupato importanti posti al servizio imperiale. Esso aveva sede nella residenza imperiale di Carskoe Selo, nei pressi di San Pietroburgo.

## Storia
Il regolamento del Liceo ricevette l'approvazione imperiale il 12 agosto 1810, quando l'ala "nuova" del Grande Palazzo fu destinata ad esserne la sede, con alcuni edifici dedicati, come un ospedale e una cucina, così come una residenza per il personale amministrativo, e fu pubblicato l'11 gennaio 1811. L'arredamento era in stile neoclassico. Il liceo disponeva di un internato in cui ciascun allievo aveva la sua camera al piano superiore.
Il liceo aprì il 19 ottobre 1811. Tra i primi diplomati vi furono Aleksandr Puškin e Aleksandr Gorčakov. L'anniversario di apertura fu celebrato ogni anno con feste e Puškin compose nuovi versi per ognuna di queste occasioni.
I giovani aristocratici vi erano ammessi a dieci/dodici anni per studiare il programma delle classi superiori del liceo classico durante i primi tre anni, i tre anni successivi studiavano le materie universitarie.
Nei suoi 33 anni a Carskoe Selo si diplomarono 286 studenti.
All'inizio dell'anno scolastico 1843-1844 il liceo fu trasferito a San Pietroburgo e ribattezzato Liceo imperiale Alessandro.